# Amsterdam (Jacques Brel)
Amsterdam, ook bekend als Dans le port d'Amsterdam is een lied van de Belgische zanger Jacques Brel uit 1964. 
Het lied heeft de vorm van een crescendo en beschrijft de ervaringen van matrozen tijdens hun verlof in de rosse buurt in Amsterdam. De melodie is ontleend aan het Engelse volkslied Greensleeves. 
Brel bracht dit nummer nooit op een studioplaat uit. Desondanks werd Amsterdam een van de populairste liederen van Brel. Er is wel een live-album (Enregistrement Public à l'Olympia 1964) en een filmopname van dit liveconcert in het Parijse Olympia bewaard gebleven. 

## Dans le port d'Anvers
Van origine ging Brels liedje niet over Amsterdam, maar over Antwerpen, waardoor het lied Dans le port D'Anvers zou hebben geheten. Brel ondervond echter snel problemen omdat Anvers maar twee lettergrepen heeft en dus niet goed op de maat van het liedje past. Brel veranderde daarom de stadsnaam in de uiteindelijke versie, maar de rest van de tekst bleef hetzelfde. Dit maakt ook duidelijker waarom het liedje over een grote haven en vele matrozen spreekt. Moderne havensteden als Antwerpen en Rotterdam hebben inderdaad te maken met veel prostitutie-toerisme en tijdelijk vertier van matrozen. Vooral in Jacques Brels tijd was dit niet zomaar een alledaags fenomeen in havensteden, maar ook een belangrijk deel van de lokale economie van die steden: veel Antwerpse en Rotterdamse havenkroegen en hotels, bijvoorbeeld, konden niet overeind blijven zonder het verlof aan wal van de vele matrozen. Amsterdam, daarentegen, heeft maar een kleine haven voor moderne maatstaven met maar weinig matrozen die verlof aan wal krijgen. Hierdoor komen de activiteiten die Brel beschrijft in zijn loflied eigenlijk maar weinig voor in Amsterdam.

## Bekende uitvoeringen
Amsterdam is door een groot aantal bekende artiesten in verschillende talen uitgevoerd. Engelse versies waren er van onder anderen Scott Walker (1967), John Denver (1970), Dave Van Ronk (1971) en David Bowie (1973, als B-kant van het nummer "Sorrow" van zijn album Pin Ups). In het Nederlands werd Amsterdam gezongen door: Jeroen Willems, De Dijk, Acda en De Munnik, Liesbeth List en Rapalje. Acda en De Munnik gaven de naam De Stad Amsterdam aan hun Nederlandstalige cover. Hoewel hun versie nooit de Top 40 bereikte, geniet het wel bekendheid. Er bestaan ook versies in andere talen.

## 2024
In 2024 was er opnieuw aandacht voor het lied. In dat jaar werd het door een jury gekozen als een van de tien beste liedjes geschreven en gezongen over Amsterdam. De “wedstrijd” was uitgeschreven in het kader van Amsterdam 750 jaar. Juryvoorzitter wethouder Touria Meliani en juryleden Orville Breeveld (namens medeorganisator Concertgebouw), Peter van Brummelen (namens medeorganisator Het Parool), Joris Nassenstein (Concertgebouw), en Elmer moesten daarbij kiezen uit 125 liedjes. Frenk der Nederlanden vertelde bij de achtergrond van Amsterdam, dat volgens de biograaf van Brel, Mohamed el-Fers, de basis voor het lied werd neergezet op een bierviltje in uitspanning De Kuil aan de Oudebrugsteeg alwaar 's avonds bekende artiesten optraden om het levenslied te vertolken. Brel zou er na een optreden in Marcanti zijn neergestreken. Dat optreden vond plaats op 20 februari 1963. Brel kwam er voor opnamen voor het AVRO-programma Domino. De opnamen voor dat programma vonden normaliter plaats in kleine zalen, maar vanwege de grote vraag naar kaartjes week men uit naar de “grotere zaal” van Marcanti waar 800 mensen het optreden konden bijwonen.
El-Fers noteerde ook dat de accordeonklanken vermoedelijk te danken zijn aan Jan Froger, die onder de naam Bolle Jan regelmatig in De Kuil optrad. Het lied kreeg een Nederlandse vertaling van Ernst van Altena, die alle Franstalige liedjes voorzag van een Nederlandstalige tekst. Op 29 januari 2025 is het mooiste Amsterdamse lied gekozen. Het lied Aan de Amsterdamse grachten werd deze dag verkozen tot het mooiste lied over Amsterdam. Het lied won met een ruime voorsprong een poll van Het Concertgebouw en Het Parool. Daarin werden 4500 stemmen uitgebracht. Meer dan een kwart, 28 procent, ging naar Aan de Amsterdamse grachten.